# Alfred Gerstenberg

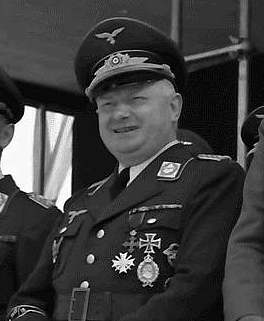
General der Flieger Alfred Gerstenberg, 10. Mai 1943

Alfred Gerstenberg (* 6. April 1893 in Neudorf; † 1. Januar 1959 in Garmisch-Partenkirchen) war ein deutscher Generalleutnant im Zweiten Weltkrieg und als Kommandierender General Befehlshaber der Deutschen Luftwaffe in Rumänien.

## Leben

### Vorkriegszeit
Aus dem Kadettenkorps kommend, wurde Gerstenberg am 9. April 1912 als charakterister Fähnrich dem Ulanen-Regiment „Kaiser Alexander III. von Rußland“ (Westpreußisches) Nr. 1 der Preußischen Armee in Militsch überwiesen und avancierte nach dem Besuch der Kriegsschule in Danzig am 18. August 1913 zum Leutnant.

### Erster Weltkrieg
Im Ersten Weltkrieg kam Gerstenberg zunächst an der Ostfront zum Einsatz. Später wurde er zur Luftaufklärung der Fliegertruppe versetzt und Anfang 1916 als Beobachter im Kampfgeschwader 2 eingesetzt. Seit dem 31. August 1917 diente er in der Jagdstaffel 11 unter Manfred von Richthofen, welcher ihn als guten Freund bezeichnete. Am 20. Oktober 1917 wurde sein Flugzeug in einem Luftkampf über Vossemolen in Belgien getroffen. Er musste daraufhin bei Rollegem-Kapelle mit schweren Lungenverletzungen notlanden. Im folgenden Jahr nahm er seinen Dienst wieder auf, flog allerdings keine Einsätze mehr. Nach der Entlassung aus dem Lazarett wurde er ab Januar 1918 im Großen Hauptquartier als Nachrichtenoffizier verwendet. Neben beiden Klassen des Eisernen Kreuzes wurde ihm das Verwundetenabzeichen in Schwarz sowie Österreichische Militärverdienstkreuz III. Klasse mit Kriegsdekoration verliehen.

### Zwischenkriegszeit
Nach dem Waffenstillstand wurde Gerstenberg über die Abwicklungsstelle seines Stammregiments demobilisiert und im Oktober 1919 zunächst in das Reiter-Regiment 8 der Reichswehr übernommen. Am 1. Januar 1920 erfolgte seine Versetzung in das Reiter-Regiment 9 nach Fürstenwalde, wo er als Adjutant verwendet und am 1. Juni 1922 zum Oberleutnant befördert wurde.
1926 schied er offiziell aus der Reichswehr aus, um ab 1. August 1926 als Gehilfe des Leiters des geheimen Büros der Reichswehr „Zentrale Moskau“ („Z.Mo“) in Moskau, Oberst Oskar von Niedermayer, tätig zu werden. In dieser Funktion pflegte er verschiedenste Kontakte u. a. zu Vertretern der sowjetischen Seite. Das Büro hatte keine politische Aufgabe, sondern war ausführendes Organ des Reichswehrministeriums in Berlin und stand daher neben der sowjetischen Seite mit der deutschen Botschaft in Moskau in engem Kontakt.
Nach der Machtergreifung Adolf Hitlers wuchsen die Spannungen zu Russland, und trotz wohlwollender Äußerungen von Seiten der Roten Armee wurde das Büro Anfang 1934 geschlossen.
Vom 1. Juli bis 30. September 1934 war Gerstenberg Generalstabschef des Deutschen Luftsportverbandes (DLV), ein Verein zur Schaffung einer einheitlichen Basis für die militärische Fliegerausbildung. Ab dem 1. Oktober 1934 war er als Major bis zum 31. Juli 1936 der Generalstabschef der Luftwaffen-Reserve, welche von der DLV betreut wurde und ab November 1935 zur planmäßigen Formation der Luftwaffe gehörte. Danach wurde er zum Oberstleutnant befördert und als taktischer Ausbilder an der Kampffliegerschule Tutow in Mecklenburg-Vorpommern tätig. Bereits zu dieser Zeit bereitete er sich auf einen nächsten, bevorstehenden Auslandseinsatz vor. Zum 31. Mai 1938 beendete er seinen Dienst an der Fliegerschule.
Gerstenberg übernahm am 1. Juni 1938 die Aufgaben des Luftwaffenattachés in Polen (bis 3. September 1939) und anschließend bis 25. August 1944 in gleicher Position in Rumänien. Gerstenberg löste in Warschau Bogislav von Studnitz ab, der seit Oktober 1935 die Aufgaben des Militärattachés in persona mit denen des Luftwaffenattachés zu gewährleisten hatte. In Bukarest war der Vorgänger Gerstenbergs der Luft- und Marineattaché Oberst Carl Wahle.

### Zweiter Weltkrieg
Am 1. September 1941 wurde er zum Generalmajor befördert. Unter Beibehaltung seiner Position als Luftwaffenattaché in Bukarest diente Gerstenberg zwischen dem 15. Februar 1942 und dem 27. August 1944 als Kommandierender General und Befehlshaber der Deutschen Luftwaffe in Rumänien. Zusätzlich war er als Nachfolger von Wilhelm Speidel vom 1. Juni 1942 an Chef der deutschen Luftwaffenmission in Rumänien. Seine wichtigste Aufgabe war die Verteidigung des rumänischen Ploiești, um die kriegswichtigen Ölförderanlagen und Raffinerien des Ortes zu sichern. Hierfür stellte er eine Verteidigung auf. Diese bestand aus einer Linie von Funkmessgeräten und Beobachtertruppen auf dem Balkan. Zusätzlich wurden Nebelwerferbataillone und Scheinwerfereinheiten postiert. Entgegen den Erwartungen der Amerikaner waren statt hundert mehr als doppelt so viele Flakgeschütze in Stellung, und zusätzlich stand nicht eine kleine Jagdstaffel, sondern mehr als zweihundert Jagdflugzeuge vom Typ Messerschmitt Bf 109, sowie Zerstörer der Typen Messerschmitt Bf 110 und Junkers Ju 88, unterstützt von rumänischen und bulgarischen Luftstreitkräften, zur Verfügung. Die US Air Force erlitt hierdurch bei Luftangriffen im Rahmen der Operation Tidal Wave am 1. August 1943 schwere Verluste, auf der anderen Seite konnten durch das Bombardement schwere Schäden verursacht werden. Zwei Raffinerien wurden vollständig zerstört, und drei mussten ihre Produktion mindern. Da Gerstenberg Splitterschutz eingerichtet hatte, konnte die größte Anlage Astra Romana nach zwei Monaten wieder in Betrieb gehen. Aufgrund einer Strategieänderung wurden bis 5. April 1944 keine weiteren Luftangriffe auf Ploiești geflogen. Danach fanden bis zum 19. August 1944 noch vierundzwanzig weitere Luftangriffe statt, die eine weitgehende Zerstörung der Anlagen zur Folge hatten. Ab Juni 1944 waren das Ölfeld zur deutschen Festung und Gerstenberg zum Deutschen Kommandanten des rumänischen Erdölgebiets erklärt worden.
Nach dem Königlichen Staatsstreich Michaels I. und dem einhergehenden Seitenwechsel Rumäniens am 23. August 1944 versuchte Gerstenberg mit seinen Truppen im Rahmen der Operation Margarethe II, strategisch wichtige Punkte innerhalb Bukarests zu besetzen. Seine Einheiten wurden jedoch eingekreist, und trotz Unterstützung durch Fallschirmjäger des Fallschirmjägerbataillons Brandenburg schlug der Versuch fehl. Kurz nach der von Adolf Hitler angeordneten Bombardierung von Bukarest wurden die Luftwaffenverbände unter Gerstenberg und Stahel nördlich der Hauptstadt von rumänischen Truppen umzingelt, die Kontrolle über die kriegswirtschaftlich wichtigen Erdölfelder von Ploiești ging verloren.
Am 28. August 1944 ergab sich Gerstenberg der Roten Armee. Während der Zeit seiner Kriegsgefangenschaft wurde er von einem sowjetischen Militärgericht wegen Spionage zu einer 25-jährigen Haftstrafe verurteilt, die er ab Juli 1952 im Gefangenenlager Wladimirowka verbüßte. Unter Erlassung der Reststrafe wurde er am 12. Oktober 1955 aus der Haft entlassen und kehrte nach Deutschland zurück.
Gerstenberg verstarb am 1. Januar 1959 in Garmisch-Partenkirchen an Tuberkulose.